# Suzuka International Racing Course
Suzuka International Racing Course, eller Suzuka Circuit, är en racerbana i Suzuka i Japan. Banans layout är som en åtta, det vill säga att banan korsar sig själv, dock i olika plan med hjälp av en viadukt. Japans Grand Prix i Formel 1 kördes på Suzuka 1963 och 1964, dock gick de tävlingarna utanför mästerskapet, innan Fuji Speedway tog över. Suzuka tog sedan tillbaka tävlingen till säsongen 1987, och har sedan dess arrangerat Japans Grand Prix, med undantag av 2007 och 2008, då tävlingarna gick på Fuji Speedway.
Sedan säsongen 2011 körs världsmästerskapet i standardvagnsracing, World Touring Car Championship, på banan. Suzuka ersätter då Okayama International Circuit som arrangör av FIA WTCC Race of Japan. Tävlingen körs dock på banans östslinga.

## Externa länkar

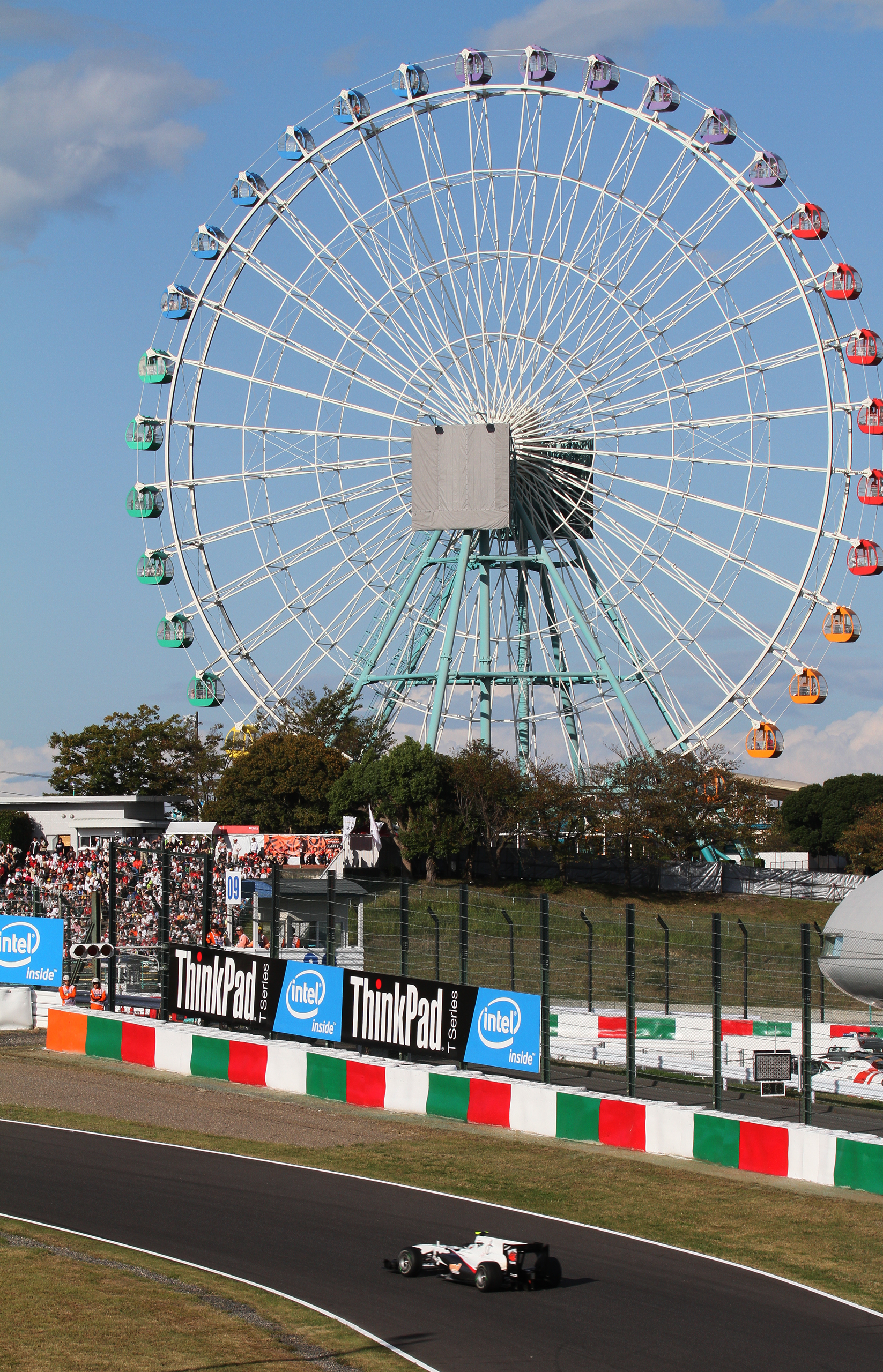
Kamui Kobayashi passerar pariserhjulet, Jupiter, på Suzuka International Racing Course, under Japans Grand Prix 2010.